# Rivière Hinchinbrooke
Rivière Hinchinbrooke är ett vattendrag i Kanada.   Det ligger i provinsen Québec, i den sydöstra delen av landet, 130 km öster om huvudstaden Ottawa.
Omgivningarna runt Rivière Hinchinbrooke är en mosaik av jordbruksmark och naturlig växtlighet. Runt Rivière Hinchinbrooke är det glesbefolkat, med 14 invånare per kvadratkilometer.